# Ernst von Althaus
Pour les articles homonymes, voir Althaus.
Ernst Freiherr von Althaus (19 mars 1890 - 29 novembre 1946) est un as de l'aviation allemand de la Première Guerre mondiale, crédité de neuf victoires aériennes confirmées, ainsi que de huit autres non confirmées. Il est l'un des premiers pilotes de Fokker Eindecker, lors de la période du fléau Fokker.

## Biographie

### Jeunesse
Ernst von Althaus naît à Cobourg, d'un père adjudant dans l'armée saxonne. Il intègre en 1909 le 18e régiment de hussards basé à Großenhain en tant qu'enseigne. Althaus est promu Leutnant en 1911 et sert dans le même régiment lorsque la Première Guerre mondiale éclate.

### Première Guerre mondiale

#### Débuts dans la cavalerie
Ernst von Althaus prend part aux combats lors des premiers mois de la guerre dans son unité de cavalerie. Il s'illustre particulièrement en menant une patrouille de 15 hussards dans un village français dans lequel il se heurte à une forte résistance. Dans le violent combat qui s'ensuit, Althaus réussit à faire 22 prisonniers, ce qui lui vaut la croix de chevalier de l'ordre militaire de Saint-Henri,. Face à l'inutilité des unités de cavalerie dans la guerre de tranchée, Ernst von Althaus est transféré dans l'aviation à l'été 1915.

#### Aviation
Althaus passe d'abord par le Flieger Ersatz Abteilung 6, une unité de formation basée à Großenhain. En août, il est promu Oberleutnant et transféré au Feldflieger-Abteilung 23 (FFA 23), au côté de pilotes déjà chevronnés comme Rudolf Berthold ou Hans-Joachim Buddecke. Les trois hommes font partie des tout premiers pilotes à voler sur des Fokker Eindecker à partir d'octobre.
Le 3 décembre 1915, il abat un Royal Aircraft Factory BE.2c près de Roye. En février 1916, il remporte deux victoires, une en mars, et le 30 avril, il devient un as en remportant sa cinquième victoire,. Il est cependant blessé à la jambe peu de temps après. Durant son séjour à l'hôpital, Althaus rencontre une infirmière, qu'il épousera après la guerre. Rétabli au début de l'été, Ernst von Althaus est décoré de l'Ordre de Hohenzollern et de la croix Pour le Mérite, les deux distinctions les plus prestigieuses de l'Empire allemand.

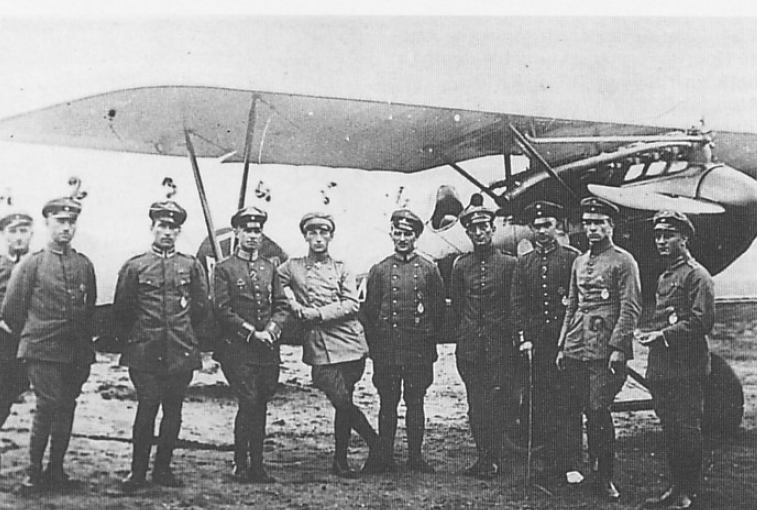
Plusieurs pilotes de la Jasta 10 en juillet 1917. A l'arrière-plan se trouve l'Albatros D.V 119/17, l'appareil de von Althaus, sur les flancs duquel une succession de cinq points blancs et d'une barre a été interprétée comme pouvant être le code Morse H A, pour Hussar Althaus, en référence à son passé au sein du de hussards.

Dans la foulée, il intègre la Jagdstaffel 4, toujours sous les ordres de Rudolf Berthold. C'est avec cette unité qu'Althaus sert jusqu'à sa deuxième blessure, le 4 mars 1917. Une fois rétabli, Althaus prend brièvement le commandement de la Jasta 14 avant que Manfred von Richthofen, le célèbre Baron Rouge, ne le choisisse personnellement pour commander la Jagdstaffel 10, avec laquelle il remporte sa neuvième et dernière victoire le 24 juillet 1917. Quelques jours plus tard, Richthofen le fait remplacer par Werner Voss en raison des problèmes de vue qui commencent à apparaître chez Ernst von Althaus. Ce dernier est affecté comme formateur à une école d'aviation créée le 8 août 1917 à Valenciennes, mais sa vue décline encore, ce qui lui vaut d'être transféré dans l'infanterie en 1918.

Durant sa carrière de pilote, Althaus fut surnommé « hussar Althaus » en raison de son parcours d'avant-guerre. Il décora donc son appareil avec le code morse correspondant aux initiales de ce surnom, HA.

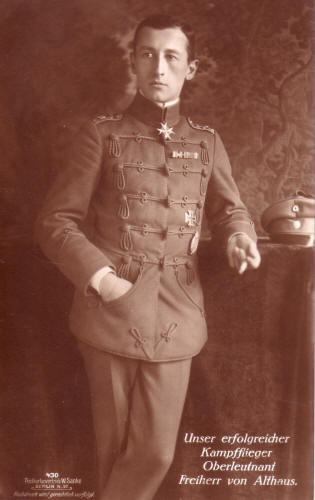
Ernst von Althaus vers 1916/17, dans son ancien uniforme de hussard.

#### Fin de la guerre
Ernst von Althaus sert comme commandant de compagnie dans le 12. Königlich Sächsischen Infanterie-Regiments Nr. 177 après une courte formation. Le 25 octobre 1918, il est fait prisonnier par l'armée américaine dans le secteur de Verdun après de violents combats qui ont réduit la compagnie qu'il commande à une quinzaine d'hommes. Il termine la guerre dans un camp de prisonniers dont il n'est libéré qu'en septembre 1919.

### Vie civile
Après son retour au pays, Althaus est d'abord membre du conseil d'administration de la Badische Luftverkehrs-GmbH (de) (BALUG), une éphémère compagnie aérienne fondée en 1919, qui voulait créer en 1920 une ligne postale aérienne de Francfort vers la Suisse. La compagnie ne résiste toutefois pas au démembrement complet de l'aviation allemande stipulé par le traité de Versailles, et ferme ses portes en 1921.
Althaus étudie ensuite le droit dans les universités de Königsberg, Berlin et Rostock dont il sort diplômé le 26 avril 1922 et devient avocat, puis juge. Il mène une brillante carrière juridique, qui l'amène à devenir président du tribunal de grande instance de Berlin pendant la Seconde Guerre mondiale. Cependant, ses problèmes de vision empirent, et Althaus perd complètement la vue en 1937.
À la fin de la guerre, il sert comme interprète auprès des Alliés, puis tombe gravement malade en 1946. Ernst von Althaus meurt le 29 novembre de la même année, à 56 ans.